# Pisatelj
Pisátelj je človek, ki piše romane, povesti, novele. 
Slovenski pisatelji so ustanovili stanovsko Društvo slovenskih pisateljev (kratica DSP) in vejo mednarodne organizacije literatov in literarnih urednikov PEN, imenovano Slovenski center PEN.